# Саргсян, Карен Григорьевич
Карен Григорьевич Саргсян (Саркисян) (арм. Կարեն Գրիգորի Սարգսյան; род. 18 декабря 1980, Степанакерт) — государственный деятель непризнанной Нагорно-Карабахской Республики (НКР), министр внутренних дел НКР (2021—2023), директор Государственной службы по чрезвычайным ситуациям НКР (2017—2018, 2020).

## Биография
Родился 18 декабря 1980 года в Степанакерта, Нагорно-Карабахская АО, Азербайджанская ССР, СССР.
В 1998—2003 годах учился на факультете правоведения в Ереванском государственном университете. В 2007—2011 годах учился в аспирантуре Академии государственного управления Армении в Ереване.
В 2000—2002 годах проходил срочную службу в армии, получил звание старшего лейтенанта.
В 2004—2014 годах работал в Государственной налоговой службе (ГНС) НКР, получил звание майора налоговой службы. С 2008 года работал советником главы ГНС.
В 2014—2017 годах и в 2018—2019 годах являлся представителем президента НКР Бако Саакяна по особым поручениям.
В 2017—2018 годах и в 2020 году работал директором Государственной службы по чрезвычайным ситуациям НКР.
С февраля 2019 года по май 2020 года работал директором благотворительного фонда «Арарич».
26 января 2021 года президент НКР Араик Арутюнян объединил полицию НКР и Государственную службу по чрезвычайным ситуациям НКР в Министерство внутренних дел НКР и назначил Саргсяна в качестве министра внутренних дел НКР, а главу полиции Артёма Арутюняна сделал его подчинённым. Во время полномочий Саргсяна государственные институты НКР были ликвидированы, в связи с чем он стал последним министром внутренних дел НКР.
В октябре 2023 года он въехал в Армению.
Имел воинское звание генерал-майора Армии обороны НКР.

## Награды
- Орден «Честь» Международной полицейской корпорации (2012)[1]